# Sidio Corradi
Sidio Corradi (Porto Ercole, 7 novembre 1944) è un ex calciatore e allenatore di calcio italiano, di ruolo ala.

## Carriera

### Calciatore
Esordisce in Serie A con la maglia del Bologna: quell'unica presenza gli garantisce di entrare nella lista dei vincitori dello scudetto 1963-1964. In seguito veste la maglia del Lanerossi Vicenza, senza fortuna.
Nel 1966 passa al Cesena, segnando 27 gol in tre stagioni. Dopo una stagione tra le file del Varese che ottiene la promozione in Serie A, Corradi scende di categoria, con il trasferimento al Genoa, retrocesso in Serie C, diventando uno dei protagonisti della risalita del Grifone fino alla Serie A nel 1973. Rimane in rossoblù ufficialmente fino al 1977, nonostante nell'ultima stagione non abbia mai giocato.
È l'unico calciatore, insieme a Marco Rossi, ad aver segnato con la maglia del Genoa in serie A, B e C ed in Coppa Italia.

### Allenatore
Terminata la carriera da calciatore, ha continuato a lavorare nel settore giovanile del Genoa diventando allenatore della squadra Primavera a partire dalla stagione 2010-2011 sostituendo Luca Chiappino che aveva portato la squadra alla vittoria dello scudetto di categoria.

## Palmarès

### Giocatore

#### Competizioni nazionali
- Campionato italiano: 1

Bologna: 1963-1964
- Campionato italiano di Serie B: 3

Varese: 1969-1970
Genoa: 1972-1973, 1975-1976
- Campionato italiano Serie C: 2

Cesena: 1967-1968 (girone B)
Genoa: 1970-1971 (girone B)

### Allenatore

#### Competizioni giovanili
- Supercoppa Primavera: 1

Genoa: 2010

## Riconoscimenti
- 2022 (Genova, 4 giugno) - Viene insegnito dall'Ordine Nazionale Cavalieri dello Sport, con il patrocinio dell' ASI, del titolo di Cavaliere dello Sport.[2]